# Paracentrobia auriscutellum
Paracentrobia auriscutellum är en stekelart som först beskrevs av Girault 1915.  Paracentrobia auriscutellum ingår i släktet Paracentrobia och familjen hårstrimsteklar. Inga underarter finns listade i Catalogue of Life.